# Adoxaceae
Famille
Classification APG III (2009)
La famille des Adoxacées est constituée de plantes dicotylédones ; elle comprend 3 à 5 genres.
Ce sont des arbustes ou de petites plantes herbacées rhizomateuses des sous-bois des régions tempérées. Cette famille est représentée en France par l'adoxe moscatelline, les sureaux et les viornes.

## Étymologie
Le nom vient du genre type Adoxa, issu du grec δοξα / doxa, « réputation » et du préfixe privatif α- (a-), le mot grec ἄδοξος / ádoxos signifiant « sans gloire ; obscur ; vulgaire », en référence aux fleurs de cette plante, petites et verdâtres, qui passent à peu près inaperçues.
D’après Fournier, en donnant ce nom « Linné voulait, en même temps, relever comme « insignifiant » l’objection faite à son système » ; en effet, le système de Linné, jugé artificiel, notamment en France, était donc peu conforme à la « doxa » de son époque.

## Classification
La classification classique plaçait Adoxa dans la famille des Caprifoliacées.
La classification phylogénétique plaça d'abord le genre Adoxa parmi les familles assignées directement (c'est-à-dire sans assignation à un ordre) au groupe des Campanulidées (euasterids II) (1998).
Dès 2003 l'APG II assigna le genre à l'ordre des Dipsacales où il resta en APG III (2009) comme en APG IV (2016).
À cette famille se sont ajoutés les genres Sambucus et Viburnum, placés parmi les Caprifoliacées dans la classification classique.
À l'issue de la classification phylogénétique APG IV (2016), les Adoxacées comptaient environ 200 espèces réparties en cinq genres.

## Description
Les plantes de cette famille ont des fleurs hermaphrodites discrètes, gamopétales, à ovaire infère et qui ont une symétrie radiaire. Leurs drupes ont 1 à 5 noyaux.
Le genre Adoxa est représenté par des herbes grêles inférieures à 20 cm. Sambucus par des arbustes et plantes herbacées sans bourgeon terminal, aux drupes à 3-5 noyaux, dotés de feuilles composées au limbe penné à 3-11 folioles. Viburnum par des arbrisseaux ou petits arbres, avec bourgeon terminal, aux drupes à un noyau, dotés de feuilles à limbe simple ou lobé.

## Liste des genres
Selon Angiosperm Phylogeny Website (4 août 2015) et NCBI (4 août 2015) :
- Adoxa
- Sambucus
- Sinadoxa (en)
- Tetradoxa (en)
- Viburnum

Selon DELTA Angio (4 août 2015) :
- Adoxa
- Sinadoxa
- Tetradoxa

Selon ITIS (4 août 2015) :
- Adoxa
- Sambucus
- Viburnum

## Liste des espèces
Selon NCBI (12 Jul 2010) :
- genre Adoxa
  - Adoxa moschatellina
  - Adoxa orientalis
- genre Sambucus
  - Sambucus adnata
  - Sambucus africana
  - Sambucus australasica
  - Sambucus australis
  - Sambucus caerulea
  - Sambucus callicarpa
  - Sambucus canadensis
  - Sambucus ebulus
  - Sambucus gaudichaudiana
  - Sambucus javanica
  - Sambucus kamtschatica
  - Sambucus maderensis
  - Sambucus melanocarpa
  - Sambucus nigra
  - Sambucus peruviana
  - Sambucus pubens
  - Sambucus racemosa
  - Sambucus sieboldiana
  - Sambucus tigranii
  - Sambucus wightiana
  - Sambucus williamsii
- genre Sinadoxa
  - Sinadoxa corydalifolia
- genre Tetradoxa
  - Tetradoxa omeiensis
- genre Viburnum
  - Viburnum acerifolium
  - Viburnum awabuki
  - Viburnum betulifolium
  - Viburnum brachybotricum
  - Viburnum carlesii
  - Viburnum cinnamomifolium
  - Viburnum clemensae
  - Viburnum cotinifolium
  - Viburnum cylindricum
  - Viburnum davidii
  - Viburnum dentatum
  - Viburnum dilatatum
  - Viburnum edule
  - Viburnum elatum
  - Viburnum ellipticum
  - Viburnum erosum
  - Viburnum erubescens
  - Viburnum farreri
  - Viburnum foetidum
  - Viburnum furcatum
  - Viburnum hartwegii
  - Viburnum japonicum
  - Viburnum jucundum
  - Viburnum kansuense
  - Viburnum koreanum
  - Viburnum lantana
  - Viburnum lantanoides
  - Viburnum lentago
  - Viburnum lobophyllum
  - Viburnum macrocephalum
  - Viburnum melanocarpum
  - Viburnum molle
  - Viburnum mongolicum
  - Viburnum nervosum
  - Viburnum nudum
  - Viburnum odoratissimum
  - Viburnum opulus
  - Viburnum orientale
  - Viburnum phlebotrichum
  - Viburnum plicatum
  - Viburnum propinquum
  - Viburnum prunifolium
  - Viburnum rafinesquianum
  - Viburnum rhytidophyllum
  - Viburnum rufidulum
  - Viburnum setigerum
  - Viburnum sieboldii
  - Viburnum stenocalyx
  - Viburnum suspensum
  - Viburnum sympodiale
  - Viburnum taiwanianum
  - Viburnum tinus
  - Viburnum treleasei
  - Viburnum triphyllum
  - Viburnum urceolatum
  - Viburnum utile
  - Viburnum wrightii
  - Viburnum sp. Qiu 95083